# الحسن ابن الخيزراني
الحسن بن محمد بن الحسين، وكنيتهُ أبو علي المعروف بابن الخيزراني، وهو محدث وأديب عربي من بغداد، ولد ونشأ فيها وتعلم بها القرآن وسمع الحديث من أبا الحسن علي بن يوسف الهكاري الزاهد، ومن أبا عبد الله مالك بن أحمد البانياسي وغيرهما، وسمع منهُ أبو بكر المبارك بن كامل البغدادي.

## وفاته
توفى أبو علي الحسن ابن الخيزراني بمدينة بغداد ليلة الأحد سابع عشر جمادى الآخرة سنة 533 هـ/ 1139م، وصلى عليه في جامع الخلفاء المعروف باسم جامع القصر، ودفن في المقبرة الوردية.